# Коробец, Борис Николаевич
Борис Николаевич Коробец (родился 1 декабря 1982) — организатор в сфере науки и образования, учёный, общественный деятель,, заведующий кафедрой «Безопасность в цифровом мире» и профессор кафедры «Защита информации» МГТУ им. Н. Э. Баумана. Ректор Дальневосточного федерального университета.

## Биография
Родился 1 декабря 1982 года. В 2004 году окончил Московский государственный технический университет имени Н. Э. Баумана по специальности «Юриспруденция» (диплом с отличием), после чего продолжил работу в университете в качестве преподавателя. В 2007 году защитил диссертацию на соискание ученой степени кандидата юридических наук и был избран на должность заведующего кафедрой «Интеллектуальная собственность и судебная экспертиза» МГТУ им. Н. Э. Баумана. В 2011 году окончил Российскую академию народного хозяйства и государственной службы при Президенте Российской Федерации по специальности «Государственное и муниципальное управление» (диплом с отличием). В 2016 году окончил МГТУ им. Н. Э. Баумана по направлению подготовки «Организация и управление наукоемкими производствами» (диплом с отличием). В 2017 году защитил докторскую диссертацию, посвященную математическому моделированию эффективного формирования научно-технических программ (присвоена ученая степень доктора технических наук). С 2018 года был назначен на должность проректора по информатизации и модернизации МГТУ им. Н. Э. Баумана, а с 2020 года первый проректор — проректор по научной работе и стратегическому развитию.
В рамках административной работы в МГТУ им. Н. Э. Баумана разработал и реализовал стратегию развития информационных технологий университета, был куратором работы по созданию и проектированию нового кампуса, руководил разработкой стратегии развития университета, а также подготовкой заявки от университета в рамках программы стратегического академического лидерства Министерства науки и высшего образования «Приоритет 2030». По итогам конкурсного отбора университет вошёл в число лидеров программы (первая группа трека «Исследовательское лидерство»).
С 16 ноября 2021 года назначен исполняющим обязанности ректора Дальневосточного федерального университета. C 27 декабря 2022 года распоряжением Председателя Правительства Михаила Мишустина назначен ректором ДВФУ.
30 марта 2023 года вошел в состав Совета при полномочном представителе Президента РФ в Дальневосточном федеральном округе. 13 апреля 2023 года указом Владимира Путина включен в состав Совета при Президенте Российской Федерации по науке и образованию
Кандидат в мастера спорта по баскетболу.  Занимается дайвингом и сноубордингом.

## Научная деятельность
С 2004 года занимался научно-исследовательской и преподавательской деятельностью в МГТУ им. Н. Э. Баумана. На возглавляемой им кафедре впервые в России были реализованы инженерная магистратура по направлению управления интеллектуальной собственностью и образовательная программа по цифровой криминалистике.
Автор и соавтор более 60 научных и учебно-методических работ в сфере математического моделирования, управления интеллектуальной собственностью и научно-техническими программами. Руководил 15 научно-исследовательскими проектами.
В 2014 году возглавил Научно-образовательный центр «Инновационное предпринимательство и управление интеллектуальной собственностью», разработал и внедрил систему управления интеллектуальной собственностью в деятельность МГТУ им. Н. Э. Баумана.
Ведет активную работу по популяризации науки в сферах инновационного предпринимательства, развития карьерных траекторий молодых ученых, вовлечения молодежи в науку.

## Общественная деятельность
Член бюро Координационного совета по делам молодежи в научной и образовательной сферах Совета при Президенте Российской Федерации по науке и образованию, членом Совета по вопросам интеллектуальной собственности при Председателе Совета Федерации Федерального Собрания Российской Федерации, член Совета по науке и образованию при Председателе Государственной Думы Федерального Собрания Российской Федерации, член Экспертного совета при Комитете Совета Федерации по науке, образованию и культуре и ряда других экспертных органов.
Участвовал в разработке Стратегии научно-технологического развития Российской Федерации. Входил в состав оргкомитета программы XIX Всемирного фестиваля молодежи и студентов (2017 год, Россия). Член инициативной группы по созданию трека «Наука» всероссийского конкурса управленцев «Лидеры России».
Принимал участие в разработке законопроекта «О внесении изменений в отдельные законодательные акты Российской Федерации по вопросам создания бюджетными научными и образовательными учреждениями хозяйственных обществ в целях практического применения (внедрения) результатов интеллектуальной деятельности», вел активную работу по обсуждению законодательных ограничений, не позволяющих эффективно работать малым инновационным предприятиям (МИП).
Эксперт Всемирной организации интеллектуальной собственности (ВОИС) Организации Объединённых Наций. Руководил разработкой типового положения ВОИС «Политика в области интеллектуальной собственности для университетов и научно-исследовательских организаций России», утвержденной Министерством науки и высшего образования Российской Федерации в 2018 году.

## Санкции
6 марта 2022 года после вторжения России на Украину подписал письмо в поддержку российской агрессии. С 9 июня 2022 года находится под персональными санкциями Украины за поддержку войны. Также был внесён ФБК в список коррупционеров и разжигателей войны за поддержку нападения на Украину, 16 марта 2022 года форумом свободной России внесён в «Список Путина» и доклад «поджигателей войны» с предложением введения против него международных санкций.

## Награды
- Почетная грамота Министерства образования и науки Российской Федерации «За многолетнюю плодотворную работу по развитию и совершенствованию учебного процесса, значительный вклад в дело подготовки высококвалифицированных специалистов»,
- Благодарность Министерства науки и высшего образования Российской Федерации,
- Благодарность Председателя Совета Федерации Федерального Собрания Российской Федерации.

## Избранные научные труды
Перечень публикаций, не содержащих сведения ограниченного распространения и государственную тайну, насчитывает более 60 наименований.
- Коробец Б. Н., Минаев В. А., Щепкин А. В. Комплексное оценивание научно-технического уровня программ вооружений, военной и специальной техники // Радиотехника. 2017. № 4. С. 149—156.

- Коробец Б. Н., Минаев В. А., Сычев М. П. Информационные операции и проблема формирования современной культуры информационной безопасности // Системы высокой доступности. 2017. Т. 13. № 3. С. 38-43.

- Korobets B.N. Models for technology programmes within an intellectual property management system // Herald of the Bauman Moscow State Technical University, Series Natural Sciences. 2016. Vol. 6. P. 135—142. DOI: 10.18698/1812-3368-2016-6-135-142[29]

- Борисов С. Р., Коробец Б. Н. Инженерное образование, бизнес и управление интеллектуальной собственностью //Высшее образование в России. 2015. №. 4. С. 91-97.[30]

- Амелина К. Е., Коробец Б. Н. Повышение инновационной активности авторов научных разработок // Интеллектуальная собственность. Промышленная собственность. 2012. № 12. С. 33-37.